# Станислав Семан
Станислав Семан (Кошице, 8. август 1952) бивши је чехословачки фудбалер, репрезентативац Чехословачке, освајач златне медаље са Летњих олимпијских игара у Москви 1980. године. Учесник је Европског првенства 1980. у Италији и Светског првенства 1982. у Шпанији.

## Каријера
У Чехословачкој је играо за Локомотиву из Кошица и Дуклу из Банске Бистрице. Освојио је два купа Чехословачке. Наступао је још за кипарски тим Неа Саламина Фамагуста.
Бранио је на укупно 15 утакмица за фудбалску репрезентацију Чехословачке. Учесник је Европског првенства 1980. у Италији и Светског првенства 1982. у Шпанији. Са репрезентацијом је освојио златну медаљу на Летњим олимпијским играма у Москви 1980. године.

## Успеси

### Клуб
- Куп Чехословачке

1977, 1979.

### Репрезентација
Чехословачка
- Олимпијске игре: Златна медаља 1980.
- Европско првенство: Треће место 1980.